# Bogdan Michalewski
Bogdan Michalewski (ur. 28 września 1964 w Olsztynie) – polski piłkarz i trener.
Michalewski występował na pozycji pomocnika. Pierwszym klubem w jego karierze była Gwardia Olsztyn. Z klubu tego w 1979 roku piłkarz przeniósł się do Stomilu Olsztyn. W zespole tym występował do 1995 roku. W tym czasie olsztyński klub awansował do ekstraklasy, w której Michalewski rozegrał 20 spotkań. W 1996 roku piłkarz zamienił olsztyńskie barwy na koszulkę Jezioraka Iława, w którego składzie nazwisko piłkarza widniało przez dwa sezony. Kolejne lata w karierze piłkarza to gra w amatorskich klubach. Jesienią 2003 roku Michalewski zaliczył epizod w Polonii Lidzbark Warmiński. W sezonie 2005/2006 występował w Olimpii Olsztynek. Jesienią 2006 rozpoczął sportową przygodę w GKS Stawiguda. Jako piłkarz występował tam przez dwa sezony. W połowie 2008 objął stanowisko trenera w tym klubie. Szkoli też jedną z juniorskich grup w Stomil Olsztyn (piłka nożna).